# Liste der Baudenkmäler in Goldkronach
Auf dieser Seite sind die Baudenkmäler in der oberfränkischen Stadt Goldkronach zusammengestellt. Diese Tabelle ist eine Teilliste der Liste der Baudenkmäler in Bayern. Grundlage ist die Bayerische Denkmalliste, die auf Basis des Bayerischen Denkmalschutzgesetzes vom 1. Oktober 1973 erstmals erstellt wurde und seither durch das Bayerische Landesamt für Denkmalpflege geführt wird. Die folgenden Angaben ersetzen nicht die rechtsverbindliche Auskunft der Denkmalschutzbehörde.
 Diese Liste gibt den Fortschreibungsstand vom 5. September 2014 wieder und enthält 48 Baudenkmäler.

## Ensembles

### Ensemble Altstadt Goldkronach
Goldkronach wurde 1365 zur Stadt erhoben und gewann im Spätmittelalter durch den Gold- und Silberbergbau große Bedeutung. Der Ort, der nie eine Stadtmauer – nur Etter und Schlagbaum – erhalten hat, hat einen übersichtlichen Grundriss: Der nordsüdlich verlaufenden Durchgangsstraße (Bernecker und Bayreuther Straße) ist östlich ein langgestreckter Marktplatz vorgelagert. Der Marktplatz mit Brunnen steigt nach Osten leicht an und wird in seiner ganzen Länge schräg von der offen kanalisierten Kronach durchlaufen. Baumreihen begleiten den Bachlauf. Den östlichen Abschluss des Platzes bildet die Turmfront der neugotischen Stadtpfarrkirche. Zum Marktplatz orientieren sich die nach Nordwesten verlaufende Bachgasse sowie die nach Südosten führende Sickenreuther Straße, in der die nördlich den Platzraum begrenzende Bebauung des Marktplatzes weitergeführt wird. Durch Abknickungen in ihrem Verlauf bilden die Sickenreuther, Bernecker und Bayreuther Straße geschlossene Raumbilder. Die Klarheit der Stadtgestalt wird durch eine einheitliche Bebauung aus der Zeit des Biedermeier erhöht: Nach den Stadtbränden von 1836 und 1839 wurde der Ort nach einer festen Bauordnung bei begradigten Baufluchten wiedererrichtet. Geschlossene Reihen zumeist zweigeschossiger Traufseithäuser aus Sandsteinquadern mit Walm- und Halbwalmdächern säumen die Straßen und umschließen den Marktplatz. Wesentlicher Teil des Ortes und seiner geschichtlichen Entwicklung ist das südwestlich vorgelagerte Ritterschloss des 16./18. Jahrhunderts. Aktennummer E-4-72-143-1.

## Baudenkmäler nach Gemeindeteilen

### Goldkronach
| Lage                                          | Objekt                                          | Beschreibung | Akten-Nr.                        | Bild                                       |
| --------------------------------------------- | ----------------------------------------------- | --- | -------------------------------- | ------------------------------------------ |
| Bachgasse (Standort)                          | Gasse                                           | Siehe Ensemble Goldkronach nicht nachqualifiziert, im Bayerischen Denkmal-Atlas nicht kartiert | D-4-72-143-1                     | BW                                         |
| Bachgasse 1 (Standort)                        | Eckhaus, Wohnhaus                               | Zweigeschossiger Halbwalmdachbau aus Sandsteinquadern, um 1840 | D-4-72-143-2 Wikidata            | weitere Bilder                             |
| Bachgasse 12 (Standort)                       | Wohnhaus                                        | Traufständiger, zweigeschossiger Halbwalmdachbau aus Sandsteinquadern, bezeichnet „1807“, Kern 17. Jahrhundert | D-4-72-143-3 Wikidata            | Wohnhaus                                   |
| Bayreuther Straße (Standort)                  | Gasse                                           | Siehe Ensemble Goldkronach nicht nachqualifiziert, im Bayerischen Denkmal-Atlas nicht kartiert | D-4-72-143-4                     | BW                                         |
| Bayreuther Straße (Standort)                  | Zwei Pfeiler des ehemaligen barocken Stadttores | Sandsteinquader, mit Blendfeldern und Urnenbekrönung, einseitig Durchgang, bezeichnet „1760“, heute ca. vier Meter stadtauswärts versetzt | D-4-72-143-9 Wikidata            | weitere Bilder                             |
| Bayreuther Straße 6 (Standort)                | Eckhaus                                         | Zweigeschossiger Halbwalmdachbau aus Sandsteinquadern, um 1840 | D-4-72-143-5 Wikidata            | weitere Bilder                             |
| Bayreuther Straße 9 (Standort)                | Eckhaus                                         | Zweigeschossiges Wohnhaus aus Sandsteinquadern mit Halbwalmdach, um 1840 | D-4-72-143-6 Wikidata            | weitere Bilder                             |
| Bayreuther Straße 11 (Standort)               | Eckhaus                                         | Zweigeschossiges Wohnhaus mit Satteldach, Giebelseite Fachwerk, erste Hälfte 18. Jahrhundert, im Kern 17. Jahrhundert | D-4-72-143-7 Wikidata            | weitere Bilder                             |
| Bayreuther Straße 20 (Standort)               | Wohnhaus                                        | Zweigeschossiger, traufständiger Halbwalmdachbau, Obergeschoss vermutlich Fachwerk, 17./18. Jahrhundert | D-4-72-143-8 Wikidata            | weitere Bilder                             |
| Bayreuther Straße 21 (Standort)               | Ehemaliges Forsthaus, heute Goldbergbaumuseum   | Zweigeschossiger Walmdachbau aus Sandsteinquadern, Eckquaderung, im gesprengten Giebel Wappenrelief, bezeichnet „1740“ | D-4-72-143-10 Wikidata           | weitere Bilder                             |
| Bayreuther Straße 22 (Standort)               | Wohnhaus                                        | Eingeschossiger Satteldachbau, verputzter Fachwerkgiebel, bezeichnet „1742“ und „1786“ | D-4-72-143-11 Wikidata           | weitere Bilder                             |
| Bernecker Straße (Standort)                   | Bernecker Straße                                | siehe Ensemble Goldkronach nicht nachqualifiziert, im Bayerischen Denkmal-Atlas nicht kartiert | D-4-72-143-12                    | BW                                         |
| Bernecker Straße 3 (Standort)                 | Wohnhaus                                        | Traufständiger, zweigeschossiger Satteldachbau aus Sandsteinquadern, um 1840 | D-4-72-143-13 Wikidata           | weitere Bilder                             |
| Bernecker Straße 4 (Standort)                 | Wohnhaus, heute Gasthof Alexander von Humboldt  | Traufständiger, zweigeschossiger Halbwalmdachbau, um 1840 Erinnerungstafel an Alexander von Humboldt, der 1792–95 als Oberbergmeister hier lebte | D-4-72-143-14 Wikidata           | weitere Bilder                             |
| Bernecker Straße 8 (Standort)                 | Wohnhaus                                        | Traufständiger, zweigeschossiger Halbwalmdachbau, um 1840, barocke Türrahmung, bezeichnet „1736“, Bäckerzeichen | D-4-72-143-15 Wikidata           | weitere Bilder                             |
| Bernecker Straße 10, 10 a (Standort)          | Wohnhaus                                        | Traufständiger, zweigeschossiger Halbwalmdachbau, barocke Türrahmung, erste Hälfte 18. Jahrhundert | D-4-72-143-16 Wikidata           | weitere Bilder                             |
| Bernecker Straße 10, 10 a (Standort)          | Barockes Hofportal                              | Sandsteinquader, mit Urnenbekrönung, bezeichnet „1791“ | D-4-72-143-16 zugehörig Wikidata | weitere Bilder                             |
| Bernecker Straße 12 (Standort)                | Wohnhaus                                        | Traufständiger, zweigeschossiger Halbwalmdachbau, das Erdgeschoss mit Fenstergewänden des 18. Jahrhunderts, um 1840 erneuert | D-4-72-143-17 Wikidata           | weitere Bilder                             |
| Bernecker Straße 20 (Standort)                | Evangelisch-lutherische Friedhofskirche         | Saalbau mit Walmdach und Dachreiter, 1765; mit Ausstattung; Friedhofsmauer aus Bruchstein mit zwei Sandsteinpfeiler-Portalen mit Kugelbekrönung, Mitte 18. Jahrhundert | D-4-72-143-19 Wikidata           | weitere Bilder                             |
| Nähe Bernecker Straße, am Friedhof (Standort) | Kriegerdenkmal für die Opfer beider Kriege      | Dreiteilige, gemauerte Anlage mit erhöhter Mitte, darauf ewige Flamme, Mitte 20. Jahrhundert | D-4-72-143-55 Wikidata           | Kriegerdenkmal für die Opfer beider Kriege |
| Kronach; Marktplatz (Standort)                | Brücke                                          | Einbogige Sandsteinquaderbrücke über die Kronach, 1827 | D-4-72-143-32 Wikidata           | weitere Bilder                             |
| Marktplatz (Standort)                         | Marktbrunnen                                    | siehe Ensemble Goldkronach nicht nachqualifiziert, im Bayerischen Denkmal-Atlas nicht kartiert | D-4-72-143-20                    | BW                                         |
| Marktplatz (Standort)                         | Marktbrunnen                                    | Springbrunnen mit quadratischem Becken und Obelisk, um 1800 | D-4-72-143-31 Wikidata           | weitere Bilder                             |
| Marktplatz 2 (Standort)                       | Rathaus                                         | Eckhaus, zweigeschossiger Walmdachbau aus Sandsteinquadern, im Erdgeschoss Rundbogenfenster, über dem Portal Stadtwappen, Mitte 19. Jahrhundert | D-4-72-143-21 Wikidata           | weitere Bilder                             |
| Marktplatz 6 (Standort)                       | Wohnhaus                                        | Traufständiger, zweigeschossiger Massivbau mit Halbwalmdach, um 1840 | D-4-72-143-22 Wikidata           | weitere Bilder                             |
| Marktplatz 7 (Standort)                       | Wohnhaus                                        | Zweigeschossiger, einseitig abgewalmter Sandsteinquaderbau mit Freitreppe, geschnitzte Türflügel, um 1840 | D-4-72-143-23 Wikidata           | weitere Bilder                             |
| Marktplatz 8 (Standort)                       | Wohnhaus                                        | Traufständiger, zweigeschossiger Halbwalmdachbau, die Fassade aus Sandsteinquadern, um 1840 | D-4-72-143-24 Wikidata           | weitere Bilder                             |
| Marktplatz 9 (Standort)                       | Wohnhaus                                        | Traufständiger, zweigeschossiger Halbwalmdachbau, um 1840; über der Hofeinfahrt Wappenrelief, bezeichnet „1559“ | D-4-72-143-25 Wikidata           | weitere Bilder                             |
| Marktplatz 10 (Standort)                      | Gasthaus zur Krone                              | Traufständiger, zweigeschossiger Halbwalmdachbau aus Sandsteinquadern mit übergiebeltem Mittelrisalit, um 1840 Sandstein-Pfeilerportal und Bruchsteinmauer, Mitte 18. Jahrhundert | D-4-72-143-26 Wikidata           | weitere Bilder                             |
| Marktplatz 14 (Standort)                      | Wohnhaus                                        | Traufständiger, zweigeschossiger Massivbau mit Halbwalmdach, um 1840 | D-4-72-143-27                    | weitere Bilder                             |
| Marktplatz 15 (Standort)                      | Evangelisch-lutherische Stadtpfarrkirche        | Neugotische Hallenkirche aus Sandsteinquadern mit Strebepfeilern, Portalturm mit Spitzhelm, 1851–52; mit Ausstattung | D-4-72-143-28 Wikidata           | weitere Bilder                             |
| Marktplatz 16 (Standort)                      | Eckhaus                                         | Zweigeschossiger Walmdachbau, die Fassade aus Sandsteinquadern, um 1840 | D-4-72-143-29 Wikidata           | weitere Bilder                             |
| Marktplatz 18 (Standort)                      | Ehemalige Mühle                                 | Giebelständiger, zweigeschossiger Halbwalmdachbau aus Sandsteinquadern, Eckquaderung, Türrahmung mit gesprengtem Segmentgiebel und Müllerzeichen, bezeichnet „1739“ | D-4-72-143-30 Wikidata           | weitere Bilder                             |
| Schloßweg 5 (Standort)                        | Ehemaliges Schloss                              | Ursprünglich burggräfliche Veste „Goldeck“, dreigeschossiger Bau mit Walmdach, nach Brand 1559 wiedererrichtet, zweite Hälfte 17. Jahrhundert um ein Geschoss erhöht, 1764 teils erneuert, zwei Wappenreliefs Ringmauer, spätmittelalterlich; Sandstein-Gartenenmauern, Mitte 18. Jahrhundert Sandstein-Pfeilerportal, Mitte 18. Jahrhundert | D-4-72-143-33 Wikidata           | weitere Bilder                             |
| Sickenreuther Straße 1 (Standort)             |                                                 | siehe Ensemble Goldkronach | D-4-72-143-34                    | BW                                         |
| Sickenreuther Straße 2, 4, 6 (Standort)       | Ehemaliges Schulhaus                            | Zweigeschossiger Walmdachbau mit drei Eingängen, Sandstein-Eckquaderung, Mitte 19. Jahrhundert | D-4-72-143-50 Wikidata           | weitere Bilder                             |
| Sickenreuther Straße 3, 3 a (Standort)        | Pfarrhaus                                       | Zweigeschossiger Walmdachbau mit Freitreppe, die Fassade aus Sandsteinquadern, geschnitzte Türflügel, um 1840 | D-4-72-143-35 Wikidata           | weitere Bilder                             |
| Sickenreuther Straße 3, 3 a (Standort)        | Pfarrscheune                                    | Zweigeschossiger Walmdachbau, um 1840 | D-4-72-143-35 Wikidata           | weitere Bilder                             |
| Sickenreuther Straße 3, 3 a (Standort)        | Toreinfahrt                                     | um 1840 | D-4-72-143-35 Wikidata           | weitere Bilder                             |

### Beerfleck
| Lage                 | Objekt                | Beschreibung | Akten-Nr.     | Bild |
| -------------------- | --------------------- | --- | ------------- | ---- |
| Waldweg 3 (Standort) | Ehemaliger Erzstollen | ca. 65 m langer, teils durch Schrämarbeit, teils durch Sprengung in den anstehenden Felsen getriebenes (Versuchs-)Bergwerk mit vier Querschlägen, 16.–19. Jahrhundert | D-4-72-143-98 | BW   |

### Brandholz
| Lage                          | Objekt             | Beschreibung                                                                                  | Akten-Nr.              | Bild |
| ----------------------------- | ------------------ | --------------------------------------------------------------------------------------------- | ---------------------- | ---- |
| Hirschhornstraße 8 (Standort) | Gasthaus zur Mühle | Traufständiger, zweigeschossiger Satteldachbau, über der Tür Mühlenzeichen, bezeichnet „1846“ | D-4-72-143-38 Wikidata | BW   |

### Kottersreuth
| Lage                      | Objekt        | Beschreibung | Akten-Nr.              | Bild |
| ------------------------- | ------------- | --- | ---------------------- | ---- |
| Kottersreuth 3 (Standort) | Wohnstallhaus | Eingeschossiger Satteldachbau, Sandsteinquader, Giebeldekor, bezeichnet „1798“, erweitert erste Hälfte 19. Jahrhundert und 20. Jahrhundert | D-4-72-143-51 Wikidata | BW   |
| Kottersreuth 4 (Standort) | Wohnstallhaus | Eingeschossiger Satteldachbau, Sandsteinquader und Bruchstein, bezeichnet „1840“                                                           | D-4-72-143-40 Wikidata | BW   |

### Leisau
| Lage                 | Objekt                                                          | Beschreibung | Akten-Nr.              | Bild           |
| -------------------- | --------------------------------------------------------------- | --- | ---------------------- | -------------- |
| Leisau 11 (Standort) | Schloss Leisau, ursprünglich freieigener Sitz derer von Laineck | Dreigeschossiger Walmdachbau mit Treppenturm, Anfang 17. Jahrhundert, Walmdach und Turmhaube nach Brand 1939 erneuert | D-4-72-143-41 Wikidata | weitere Bilder |

### Nemmersdorf
| Lage                                                    | Objekt                              | Beschreibung | Akten-Nr.              | Bild                         |
| ------------------------------------------------------- | ----------------------------------- | --- | ---------------------- | ---------------------------- |
| Am Seelohbach 6 (Standort)                              | Kleinhaus                           | Eingeschossiger Satteldachbau in Blockbauweise, 18. Jahrhundert | D-4-72-143-46 Wikidata | Kleinhaus                    |
| Dorfstraße 9; Dorfstraße 9 a (Standort)                 | Gasthaus                            | Giebelständiger, zweigeschossiger Halbwalmdachbau, Sandstein-Wandvorlage auf Konsolen über der Tür mit Inschrifttafel, bezeichnet „1834“; Rest der unteren Kirchhofmauer mit Rundbogentor, Sandsteinquader, bezeichnet „1744“ | D-4-72-143-43 Wikidata | Gasthaus                     |
| Kirchplatz 2 (Standort)                                 | Ehemaliges Schul- und Kantoratshaus | Gesockelter, eingeschossiger Halbwalmdachbau aus Sandsteinquadern, 1770–71, im Sockel kreuzgratgewölbter Durchgang zum Kirchplatz | D-4-72-143-44 Wikidata | weitere Bilder               |
| Kirchplatz 4 (Standort)                                 | Pfarrkirche                         | Emporensaalbau mit Satteldach, Ost- und Westturm, jeweils mit Spitzhelmen, Ostturm 14. Jahrhundert, der Helm 19. Jahrhundert, Westturm 15./16. Jahrhundert, Langhaus 1753–54 nach Plänen von Johann Georg Hoffmann, Bauplastik von Johann Friedrich Fischer; mit Ausstattung; Kirchhofmauer und Treppe, Sandsteinquader, 17./18. Jahrhundert | D-4-72-143-42 Wikidata | weitere Bilder               |
| Pfarrleite (Standort)                                   | Grabplatte für Pfarrer Ulmer        | Sandstein, 1827 | D-4-72-143-47 Wikidata | Grabplatte für Pfarrer Ulmer |
| Schloßbruck 3; Schloßbruck 5; In Nemmersdorf (Standort) | Ehemaliges Schloss                  | Zwei modernisierte Flügel auf Hakengrundriss, zweigeschossige, massive Walm- und Halbwalmdachbauten, im Kern 16. Jahrhundert Torbogen, 16. Jahrhundert Reste mittelalterlicher Befestigungsmauern | D-4-72-143-45 Wikidata | weitere Bilder               |

### Pöllersdorf
| Lage                     | Objekt        | Beschreibung                                                          | Akten-Nr.              | Bild |
| ------------------------ | ------------- | --------------------------------------------------------------------- | ---------------------- | ---- |
| Pöllersdorf 7 (Standort) | Wohnstallhaus | Eingeschossiger Satteldachbau, Sandsteinquader, Mitte 19. Jahrhundert | D-4-72-143-52 Wikidata | BW   |

## Ehemalige Baudenkmäler
In diesem Abschnitt sind Objekte aufgeführt, die früher einmal in der Denkmalliste eingetragen waren, jetzt aber nicht mehr. Objekte, die in anderem Zusammenhang also z. B. als Teil eines Baudenkmals weiter eingetragen sind, sollen hier nicht aufgeführt werden. Aktennummern in diesem Abschnitt sind ehemalige, jetzt nicht mehr gültige Aktennummern.

| Lage                                    | Objekt                      | Beschreibung                                                                               | Akten-Nr.              | Bild |
| --------------------------------------- | --------------------------- | ------------------------------------------------------------------------------------------ | ---------------------- | ---- |
| Brandholz Bergwerkstraße 7 (Standort)   | Ehemaliges Bergwerksgebäude | Traufständiger, zweigeschossiger Flachsatteldachbau, Sandsteintafel, bezeichnet mit „1852“ | D-4-72-143-39 Wikidata | BW   |
| Brandholz Hirschhornstraße 4 (Standort) | Bauernhaus                  | Erdgeschossiger Wohnstallbau mit Halbwalmdach und Zwerchhaus, bezeichnet mit „1813“        | D-4-72-143-37 Wikidata | BW   |